# Markarian 817
Markarian 817 (ou Mrk 817) est une galaxie spirale barrée située dans la constellation du Dragon. Sa vitesse par rapport au fond diffus cosmologique est de 9 473 ± 31 km/s, ce qui correspond à une distance de Hubble de 139,7 ± 9,8 Mpc (∼456 millions d'al).
Mrk 817 est une galaxie active de type Seyfert 1.5.
À ce jour, seule une mesure non basée sur le décalage vers le rouge (redshift) donne une distance d'environ 108,000 Mpc (∼352 millions d'al), ce qui est à l'extérieur des valeurs de la distance de Hubble.

## Galaxie active
En 1997, les premières observations de Mrk 817 par le télescope spatial Hubble ont permis la découverte d'un nuage de gaz contenant principalement de l'hydrogène proche de la région nucléaire de la galaxie. Des observations plus récentes (2009) par le même télescope, équipé alors d'un nouvel instrument (le COS, pour Cosmic Origins Spectrograph), n'ont pu à nouveau détecté ce nuage que l'on pense aujourd'hui avoir été chassé par un flux sortant de matière de la galaxie.
Cela montre bien que le noyau actif de Mrk 817 n'est pas constamment figé, présentant aussi de fortes variabilités dans le domaine des rayons X et des ultraviolets. La luminosité des rayons X varie d’un facteur de ~40 sur une durée de 20 ans, tandis que les raies de continuum/émission UV varient tout au plus d'un facteur de ~2,3 sur une durée de 30 ans.
La masse du trou noir supermassif niché au cœur de Mrk 817 est estimé à environ 40 millions de masses solaires. Ce dernier projette de la matière dans l’espace à plus de 14 millions de km/h. 